# Music for a French Elevator and Other Short Format Oddities by the Books
Albums de The Books
Lost and Safe
(2005)
Music for a French Elevator and Other Short Format Oddities by the Books (souvent appelé Music for a French Evelator) est le quatrième album du groupe The Books, sorti en 2006. Il s'agit d'une version complétée d'un mini CD de 4 titres réalisé pour le Ministère de la Culture français afin d'être joué dans les ascenseurs du Ministère, d'où le titre de l'album.
Les 4 premières chansons de l'album sont les 4 jouées dans les ascenseurs du Ministère de la Culture français. Les titres des 3 premières est un mélange des trois mots de la devise de la République française.
L'accueil critique a été très positif, mais toutefois un peu moins que pour les deux premiers albums, avec notamment la note de 7,2/10 décerné par le site Pitchfork.

## Liste des titres
| No  | Titre                      | Durée |
| --- | -------------------------- | ----- |
| 1.  | Fralité                    | 1:18  |
| 2.  | Egaberté                   | 0:53  |
| 3.  | Liternité                  | 1:21  |
| 4.  | It's Musiiiiic!            | 0:28  |
| 5.  | The Joy of Nature          | 0:47  |
| 6.  | Meditation Outtakes        | 1:03  |
| 7.  | A Long Villainous Sequence | 0:35  |
| 8.  | Millions of Millions       | 2:04  |
| 9.  | Of the Word God            | 1:03  |
| 10. | Ghost train Digest         | 2:38  |
| 11. | You'll Never Be Alone      | 1:23  |
| 12. | Three Day Night            | 1:01  |
| 13. | Ah..., I See               | 0:20  |